# Taita Hills
Die kenianischen Taita Hills sind die nördlichsten Ausläufer der ostafrikanischen Eastern Arc Mountains. Diese stellen eine Kette alter Gebirgsmassive dar und sind mit Regen-/Nebelwäldern und Grasland bestanden. Die Eastern Arc Mountains und somit auch die Taita Hills entstanden im Präkambrium. Es wird davon ausgegangen, dass ihre Wälder seit mehr als 30 Millionen Jahren existieren und ursprünglich mit denen im Kongobecken und in Westafrika verbunden waren.
Die Taita Hills erreichen eine Höhe von bis zu 2208 m. Im Westen von Voi liegen das Massiv Dabida (höchster Gipfel: Vuria 2208 m) und der Mbololo-Rücken (1800 m). Südlich von Voi ragen die isolierten Massive von Mount Kasigau (1641 m) und Mount Sagala (1520 m) aus der umgebenden Tsavo-Ebene auf. Die Wälder der Taita Hills sind heute nur klein und stark fragmentiert. Noch etwa 300 ha sind von Wald oder Forsten bedeckt, dies entspricht 90 % Waldverlust seit 1950.
Die Taita Hills beherbergen (wie andere Eastern Arc Mountains) eine ungewöhnlich hohe Zahl seltener und/oder endemischer Tier- und Pflanzenarten. Am bekanntesten sind die drei endemischen Vogelarten: Taita-Drossel (Turdus helleri, Nebelwälder der Taita Hills), der Taita-Brillenvogel (Zosterops silvanus, Taita Hills, Mount Kasigau) und der Taita-Feinsänger (Apalis fuscigularis, Dabida). Als endemischer Vertreter anderen Gruppen seien exemplarisch die Weichratte Praomys taitae, die Taita-Purpurzungenschlange (Amblyodipsas taitana) und die Leuchterblume Ceropegia verticillata genannt.

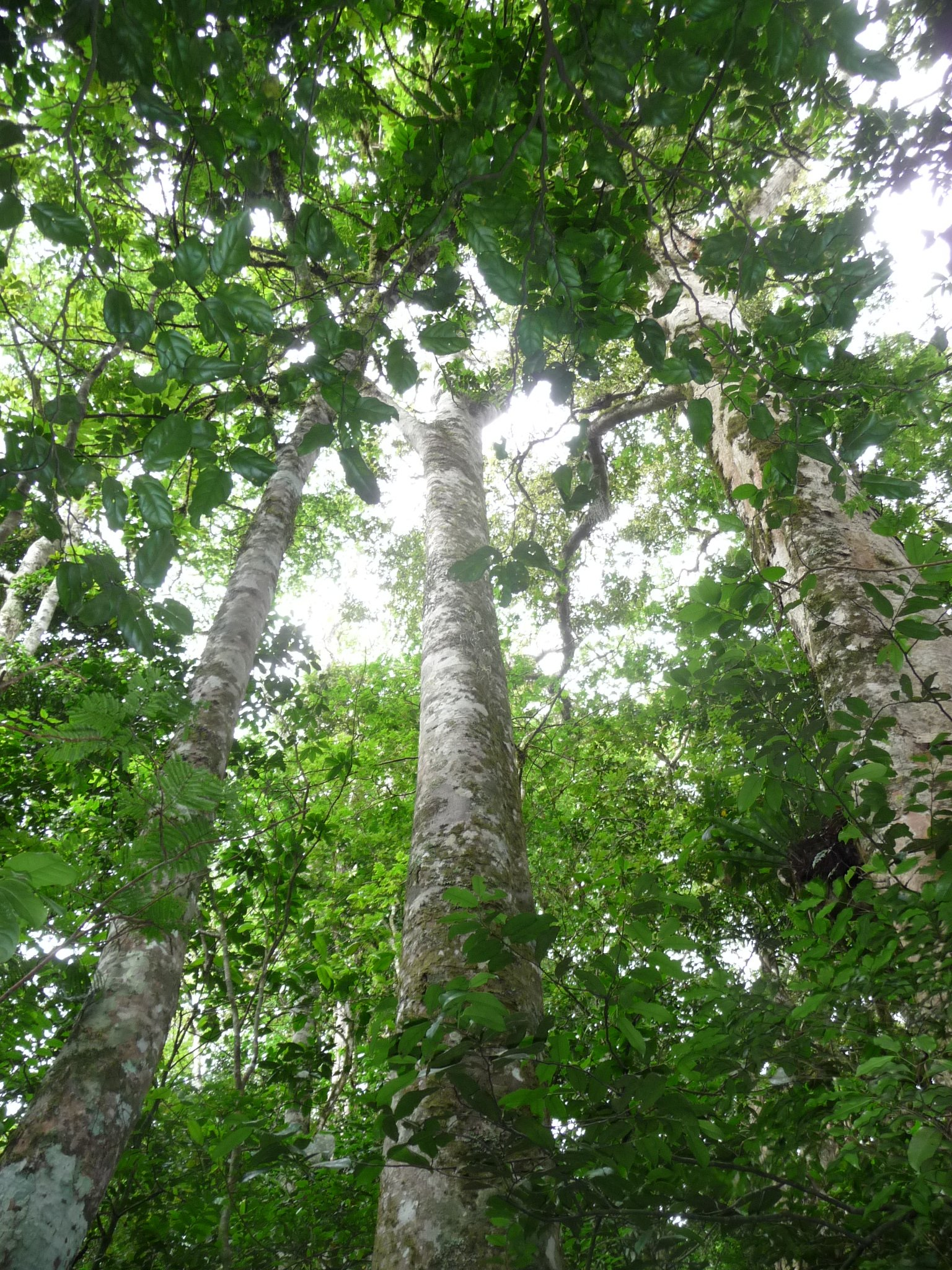
Habitat des Taita-Brillenvogels auf dem Mount Kasigau
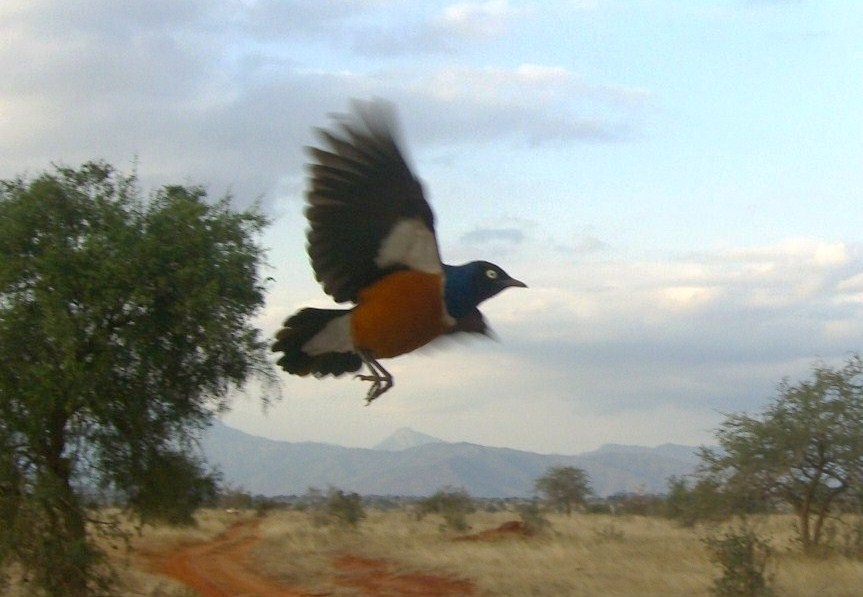
Glanzstar in den Taita Hills